# Jankówki
Jankówki – polana w Gorcach w miejscowości Łopuszna, w gminie Nowy Targ, powiecie nowotarskim w województwie małopolskim. Położona jest na południowych zboczach Wyżniej, przy czarnym szlaku turystycznym z Łopusznej. Jej nazwa pochodzi od imienia. Północną część polany o nazwie Nowe Jankówki wyrobiono dopiero w 1910 r. po wycięciu lasu. Polana znajduje się na obszarze Gorczańskiego Parku Narodowego na wysokości około 1060–1110 m n.p.m. i ma powierzchnię 13,19 ha. Niegdyś była koszona i wypasana, pozostałością dawnego pasterstwa są ruiny szałasów. Jeden z nich został w 2004 zrekonstruowany zgodnie z zasadami miejscowego budownictwa podhalańskiego; ma dwa pomieszczenia, osadzony jest na kamieniach, czyli peckach, a jego dach nad wejściem ma duży wypust. Zbudowany jest z drewnianych belek, szczeliny między nimi zostały mszyte wiórami drzewnymi (dawniej używano w tym celu mchów). Staraniem parku na tablicy zamontowana została również duża tablica informacyjna z opisem panoramy widokowej, roślinności i zwierząt występujących na polanie.
Według informacji na tej tablicy na polanie występuje aż 10 zbiorowisk roślinnych. Na wilgotnych miejscach polany wzdłuż cieków wodnych występuje łąka ostrożeniowa z kniecią błotną i ostrożniem łąkowym, na podmokłych miejscach młaka kozłkowo-turzycowa, zaś suchą północną-zachodnią część porasta łąka mieczykowo-mietlicowa. Występują również borówczyska. Z rzadszych gatunków roślin występuje kuklik górski, jaskier platanolistny, dziewięćsił bezłodygowy, prosienicznik jednogłówkowy i storczyki: gołek białawy, gółka długoostrogowa, ozorka zielona, podkolan biały. Wiosną kwiaty rzeżuchy łąkowej i gorzkiej odwiedza motyl zorzynek rzeżuchowiec, w lecie na trawach pojawia się przestrojnik jurtina i polowiec szachownica. Aby zapobiec zarośnięciu polany lasem jest ona przez park wykaszana.
Polana zajmuje urozmaicony morfologicznie teren, z którego roztacza się szeroka panorama widokowa na łańcuch Tatr Bielskich i Wysokich. We wschodnim kierunku widoczne są Pieniny oraz leżący w dole Zbiornik Czorsztyński, po zachodniej stronie grzbiet Bukowiny Waksmundzkiej z jej polanami i przy dobrej pogodzie szczyt Babiej Góry.

## Szlaki turystyki pieszej
z Łopusznej przez Srokówki do skrzyżowania z czerwonym szlakiem przy polanie Rąbaniska. Czas przejścia około 2:20, ↓ 1:45 h, różnica wzniesień 490 m.
 ścieżka edukacyjna „z Łopusznej na Jankówki”. Rozpoczyna się przy polanie Chłapkowej i prowadzi doliną Chłapkowego Potoku i zboczami Wyżniej na polanę Jankówki.

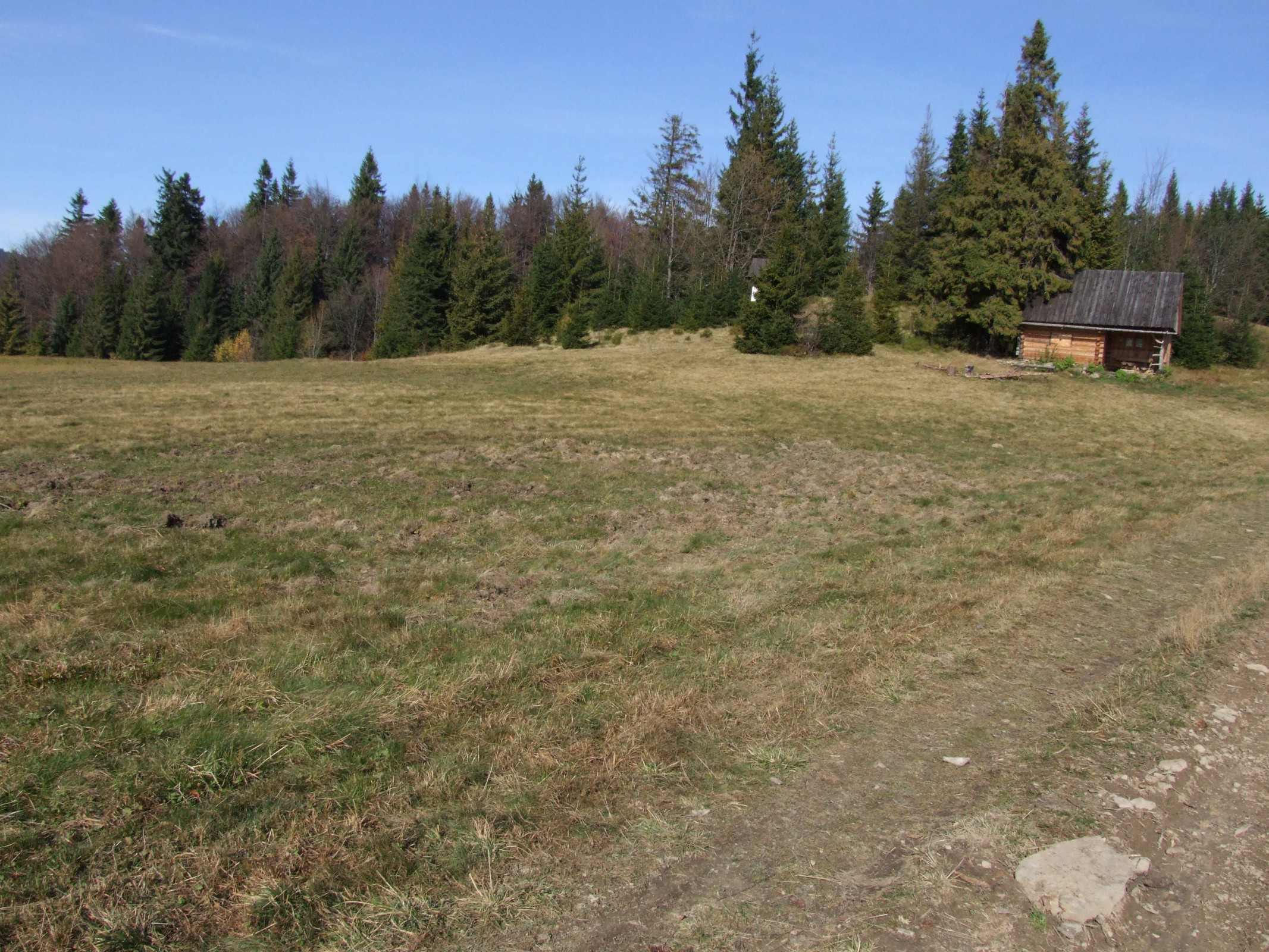
Polana Jankówki ze zrekonstruowanym szałasem
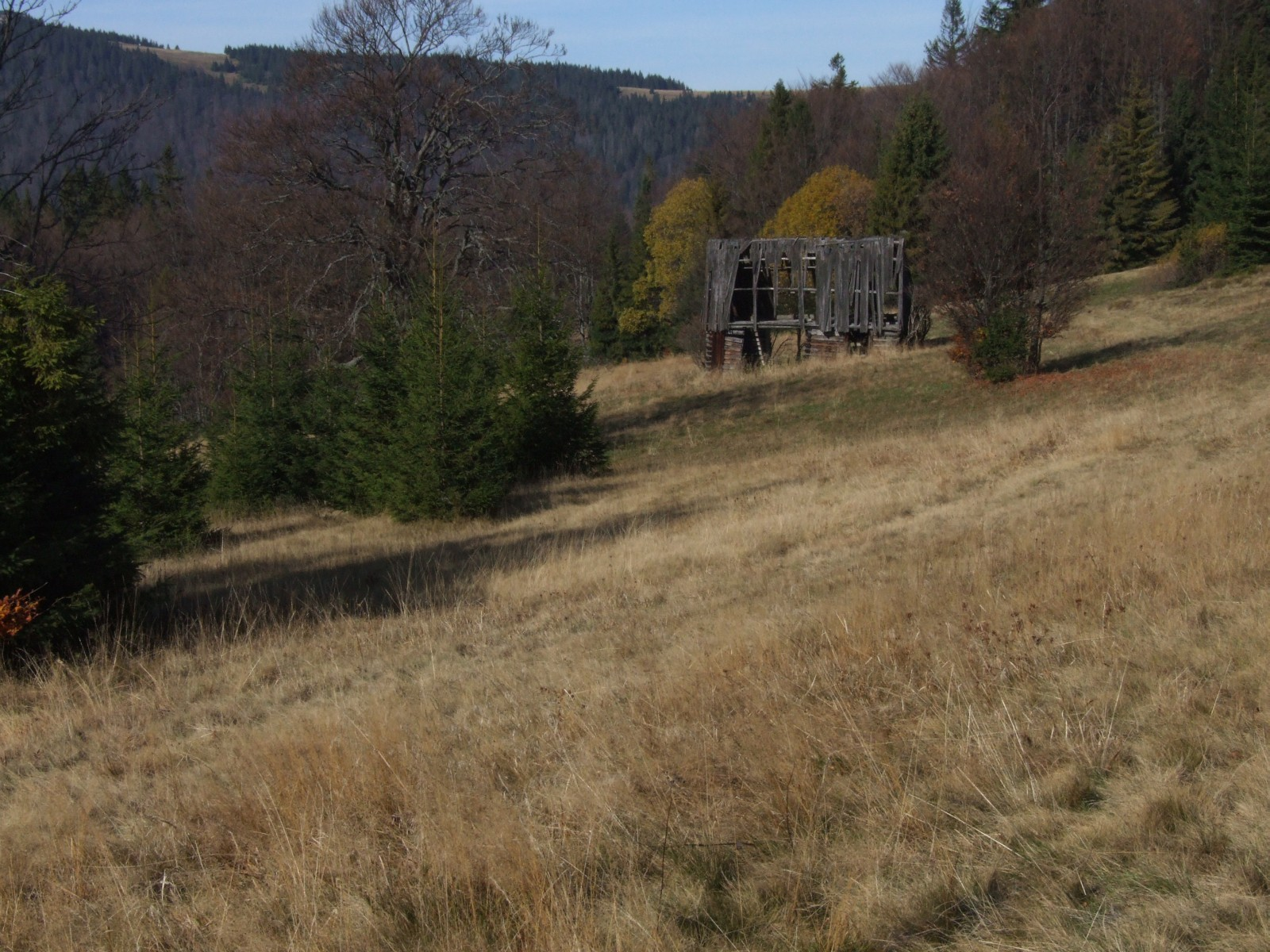
Polana Jankówki z niszczejącym szałasem
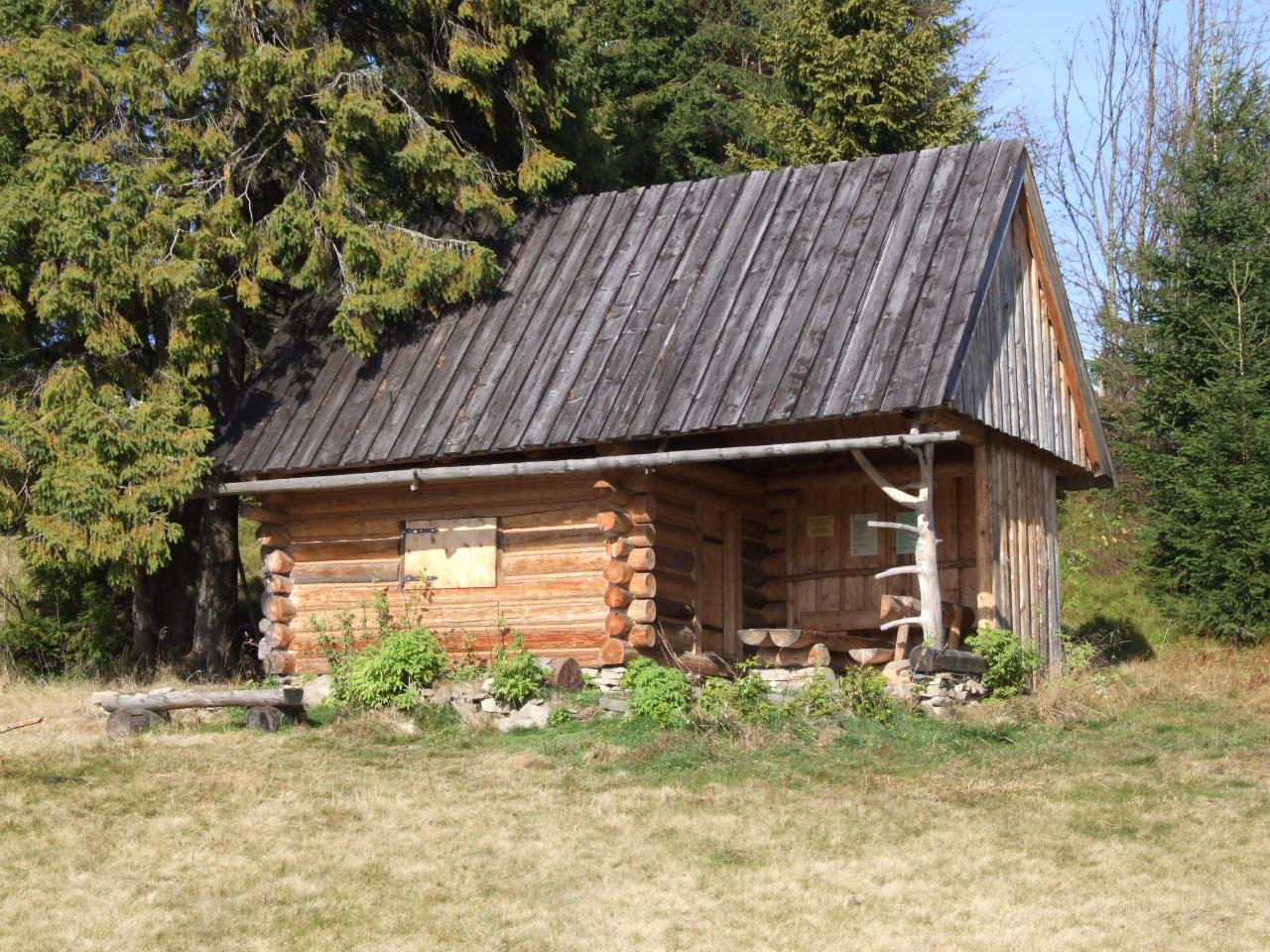
Zrekonstruowany szałas
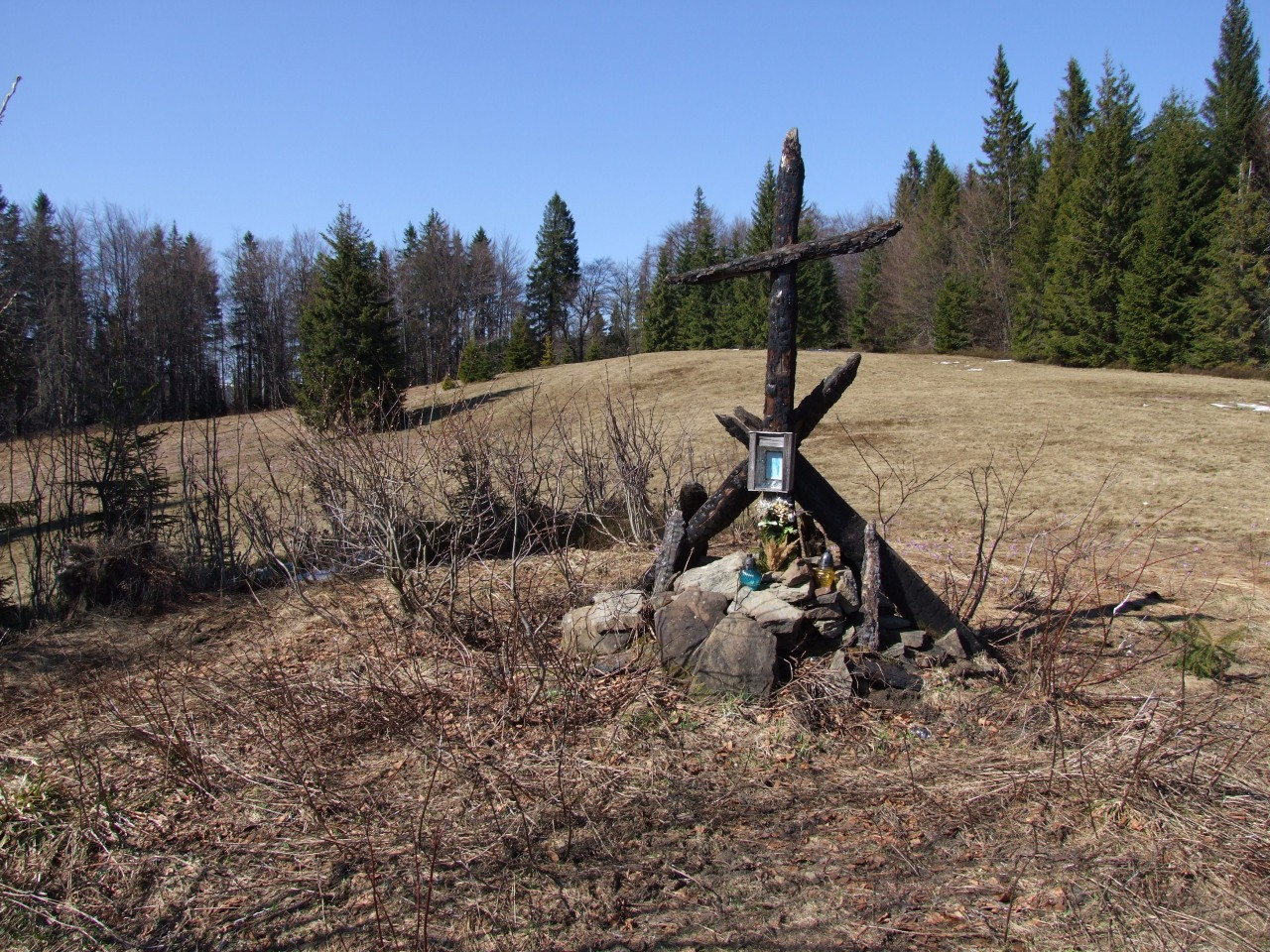